# Тунг китайський
Тунг китайський (Vernicia fordii) — рослина родини Молочайні, вид роду Vernicia (іноді також включається в рід тунг (Aleurites)), що виростає, в основному, в Центральному та Західному Китаї та Північному В'єтнамі. Культивується в Китаї, країнах тропічної Азії, Африки, Південної Америки, на Антильських островах, в Австралії та Новій Зеландії.
Листопадне дерево 5–10 м заввишки.
Листки чергові шкірясті голі, з довгими черешками, серцеподібні або широко-яйцюваті, 7–20 см завдовжки.
Квітки різностатеві, зібрані в пухкі суцвіття.
Плоди кістянкові гладкі, висять на довгих плодоніжках, діаметром до 6 см, при дозріванні стають дерев'янистими, темно-коричневими. Насіння велике. Насіннєве ядро маслянисте, кольору слонової кістки.

## Хімічний склад
Насіння рослини містять 48–57 % жирної олії, на 80 % складається з гліцеридів елеостеаринової кислоти. Завдяки своєрідній хімічній конфігурації цієї кислоти тунгова олія має властивості швидко висихати і полімеризуватися.

## Використання
Тунгова олія використовується для накладення антикорозійної плівки. Плівка тунгової олії оберігає метал від окислення, а деревину від вимокання.
У медицині Китаю та Індокитаю вона застосовується як блювотний і проносний засіб, а також входить до складу мазей від опіків і наривів.

## Див.також
- Тунгова олія